# Hét tonna dollár
A Hét tonna dollár 1973-ban készült 86 perces színes, magyar filmvígjáték. A film Csurka István művéből készült.

## Történet
|  | Alább a cselekmény részletei következnek! |

Az elszegényedett vándorcirkuszban súlyos baleset történt, amiért el kellett hagyniuk a kisvárost. Korábban már egy-két megyéből is kitiltották a balszerencsés társulatot. Továbbutazásuk közben pihenőt tartottak Bondoroson. A cirkusz bohóca, Luciano a helyi csárdában téblábolt, és közben a vonzó, csinos pincérnőt bámulta. A biliárdozók is felkeltették a figyelmét, jegyzetelni kezdett: statisztikai rendszerbe foglalta a találatokat. Számmisztikai módszerével megjósolta, ki mennyit fog lökni. Szánthódi Bandi először dühös volt a kis vörösre, mert sok pénzt vesztett a bohóccal kötött fogadáson, de aztán Margit ötletét megvalósítva kitöltetett egy lottószelvényt Lucianóval. A lottóegyenlet megalkotása azonban nem várt akadályba ütközött: hiányzott a gammatényező. A kis bohóc társtalannak érezte magát, szüksége lett volna egy hölgyre, akivel megoszthatta volna a magányát. Ki is nézte magának Margitot, a pincérnőt, aki éppen Bandi barátnője volt. A férfi rövid tusakodás után rávette (először önmagát, aztán) a kedvesét, hogy vigaszt nyújtson az elhagyatott cirkuszosnak. Az ágyban Luciano öntudatlanul felsorolta az öt nyerőszámot, amit aztán többen is megtettek a lottón. Az 58 öttalálatos országos botrányt okozott. Bandi alaposan elpáholta jószívű pártfogoltját, amiért az artista barátainak is elárulta az öt nyerőszámot. A megleckéztetés közben megjelent egy titokzatos ember, Zima úr, aki valószínűleg „odaföntről” érkezett, és aki megígérte a két pórul járt lottózónak, hogy ha akarják, ezután minden héten eltalálhatják az öt nyerőszámot. Majd Zima inkább rávette a kisembert és korábbi pártfogóját, hogy ne a magyar nép lottóörömét dézsmálják meg, hanem inkább Monacóban próbáljanak szerencsét a rulettasztalnál. Így akár nemzeti hős is válhat a kis bohócból, ha sikerül a nyugati kapitalista játékbarlangokat kifosztani.
Luciano a kísérőivel hamarosan útra kelt a gazdag Nyugat felé. A gammatényezővel azonban valami nem stimmelt, mert hiába fizették be Luciánót egy 2000, egy 1000, egy 500, egy 200, egy 100, egy 50, egy 20 frankos utcanőhöz, valamennyi pénzüket elvesztette a játéktermekben. Már annyi pénzük se maradt, hogy a hazaút kijöjjön belőle. Egy francia milliomosnő szemet vetett Luciánóra, még ő fizetett a férfinak – 500 frankot – a szolgálataiért. Ebből a pénzből egy hétig eléldegélhettek volna, de inkább, a bohóc kérésére – aki korábban koplalóművész is volt – Margitot hozatták ki Monacóba.
Ezután már simán ment minden, a kis vörös számkombinációit siker kísérte, hatalmas összegeket nyert. Először egy kétkarú rablóknál zsebelt be szép összegeket, majd egy rulettasztalnál csapolta meg a bankot. Így ment ez hetekig, naponta koffernyi valutát nyert a kisember. Már egyedül el sem bírta cipelni a nyereményét, a társai is roskadoztak a pénzkötegekkel teli bőröndök súlya alatt.
Luciano egy jachtra vágyott, Zima úr meglepetésére Szánthódi Bandi felajánlotta, hogy megveszi a hajót. Ugyanis Bandi kileste, amikor Zima nyitott egy titkos bankszámlát, és a nyereményből szorgalmasan hizlalta a betétét. Bandi is a saját szakállára kezdett el dolgozni, és már több százezernyi frankkal rendelkezett. Zima úr felháborodása azonnal elcsitult, mihelyt lelepleződött. A pazar jachttal a három jómadár és Margit csodás hajóutakat tett a Földközi-tengeren.
Zima úr figyelmeztetése későn érkezett, hogy ne robbantsanak bankot, mert akkor tovább kell innen állniuk. Margit a Lucianótól kapott tipp alapján bankot robbantott. A média munkatársai megrohanták a csillagászati összeget bezsebelő nyerteseket. Szóba került a kérdések között, hogy autóverseny végeredményét meg tudná-e a dúsgazdag fenomén jósolni. Luciano erre is vállalkozott, másodpercre pontosan felsorolta a másnapi Monte Carlo-i nagydíj első három helyezettjét. Egy francia autógyáros – Jean Peugeot – a közelben tartózkodott, és tízmillió dolláros fogadást ajánlott, természetesen Luciano jóslata ellenében. A szegény autógyárost a futam végén kórházba kellett szállítani,
Egy korábban svéd szépségkirálynő és milliomosnő is felfigyelt a kis magyar töretlen szerencséjére, és felkereste őt a szállodájában. Azért könyörgött, hogy Luciano árulja el neki a szisztémáját, mert ő közben teljesen tönkrement. Még a testét is felkínálta a csábos hölgy, hogy megkapja a kis magyar segítségét, mert olvasta az újságban, hogy Luciano szerelmeskedés közben kap ihletet a jövő meglátására.
A kis magyar csapat következő célpontja London volt. Zima úr egy időre magára hagyta Lucianoékat, és mire visszatért Angliába, csak Szánthódi Bandit találta a szállodában, aki az alkalmazottakkal kártyázott. Margiték közben bejáratták a repülőgépet, amit Bandi vett nekik a „spórolt” pénzéből korábban, és elutaztak Milánóba. A kikapcsolódáson kívül az volt a céljuk, hogy megvásárolják az Inter labdarúgócsapatát Bondoros számára. Egy lóverseny befutójára meglepő nyilatkozattal állt elő Luciano, a verseny negyedik futamában nem lesz győztes, egy ló sem éri el a célt. Ilyen képtelenül merész fogadásra senki nem számított, mégis az angol bukmékerek bukása következett be. Zima Jenő Angliából a Magyar Nemzeti Bank számára kamionnal küldött haza hét tonna dollárt.
A többi földrész országaiban működő szerencsejátékkal foglalkozó cégek sem kerülhették el a sorsukat. Talán csak a baráti szocialista országokban működők menekültek meg Lucianóéktól. Azonban szegény Margit egyre rosszabb bőrben volt, elhidegült a kis bohóctól, egyre inkább terhes volt számára a jóstehetséggel való együttlét. A kis bohóc is unta már az örökös vándorlást, elege lett a fogyasztói társadalom kifosztásából, úgyhogy szökést tervezett. Egy éppen hazainduló kamion belsejében (a hűtőkamrában) Magyarországra indult.
Idehaza közben hatalmas változások történtek: szárnyasvasutat építettek, helikopterre az egyszerű embereknek is futotta, a dolgozók életszínvonala az eget verdeste. A határőrök gyakran ettek osztrigát, unták a vadmalacot Szent Hűbert-módra és a csokoládékrémet, inkább hazai ráklevest kívántak. A külföldön ragadt, cserbenhagyott Bandi és Zima Jenő szerencsét próbáltak Margit ágyában és a kaszinók rulettasztalainál, de nem jártak sikerrel.
Luciano hazaért Bondorosra, de nem ismert rá a közben világvárossá terebélyesedett településre. Megdöbbenve tapasztalta, hogy olyan nagy lett a jólét, senkinek nem kellett dolgoznia, sőt tiltották (és kényszerhenyélő táborral büntették) a munkavégzést. A cirkuszos barátai körbevezették a városban, a kis bohóc csak hüledezett, hogy az által nyert dollártonnákból, micsoda változások történtek. Például egy forint 12 dollár 65 centet ért, nyolcadik általános elvégzése után minden magyar állampolgár nyugdíjba ment, a bondorosi csárda múzeum lett, már cirkuszra sem volt szükség. Ez utóbbi szíven ütötte a kis vöröst, hiszen ő dolgozni akart, ebben látta élete értelmét. Azon meg csak nevetett, hogy nem is tudták az odahaza élők, hogy igazából neki köszönhetik ezt a csodával határos fellendülést. Luciano újra dolgozni akart a társulattal, de a többiek ezt rossz szemmel nézték, lehetetlennek tartották, sőt egy idő után – amikor Luciano elárulta, hogy a fényűző életmódot neki köszönhetik – a kis bohóc ellen fordultak. Ekkor Zima úr is megjelent, és felelősségre vonta a bohócot, azt állította, hogy Luciano miatt fog a magyar népgazdaság tönkremenni. De van még mód megmenteni a helyzetet, Margit is hazatért, hogy a jóstehetség ne maradjon gammatényező nélkül. A sors azonban másképp rendelkezett, az artista a világszámát mutatta be szerelmének, nem a Melbourne-i lóversenyfogadással foglalkozott. Az erőművész – felháborodva, hogy a pénzügyi kudarc miatt újra bevezetik az egynapos munkahetet – a nép nevében lelökte Lucianót a társasház 12. emeletéről.
|  | Itt a vége a cselekmény részletezésének! |

## Szereplők
| - Kabos László – Luciano, a bohóc - Bárdy György – Szánthódi Bandi - Darvas Iván – Zima Jenő úr - Vörös Eszter – Margit/Klári - Rátonyi Róbert – Wilson úr, bukméker - Buss Gyula – Roger úr, bukméker - Alfonzó – erőművész - Inke László – cirkuszigazgató - Lorán Lenke – a cirkuszigazgató felesége | - Parragi Mária - svéd milliomosnő - Bakó Márta – francia milliomosnő - Téri Árpád – Jean Peugeot, autógyáros - Kautzky József – megyei küldött - Horkai János – kamionsofőr - Basilides Zoltán – kaszinói pénztáros - Nagy István – határőr - Gálvölgyi János – vámtiszt - Csurka László – férfi a csárdában |